# Biology Letters
Biology Letters és una revista científica revisada per experts publicada per la Royal Society. Se centra en la publicació ràpida d'articles de recerca, revisions i articles d'opinió curts i d'alta qualitat en l'àmbit de les ciències biològiques. De mitjana, passen 24 dies entre l'enviament d'un article a Biology Letters i la primera decisió sobre la seva publicació. Fins al 2005 fou un suplement a Proceedings of the Royal Society B: Biological Sciences, abans de convertir-se en una revista a part. Al principi tenia una periodicitat trimestral, després bimestral i, des del 2013, mensual. Des de principis del 2020 és una revista exclusivament en línia.